# 翼柄风毛菊
翼柄风毛菊（学名：Saussurea alatipes）为菊科风毛菊属的植物，是中国的特有植物。分布在中国大陆的湖北、四川等地，生长于海拔1,500米至2,550米的地区，多生在草地、山坡路旁及林下，目前尚未由人工引种栽培。